# Hötjärnen (Burträsks socken, Västerbotten, 716017-170291)
Hötjärnen är en sjö i Skellefteå kommun i Västerbotten och ingår i Rickleåns huvudavrinningsområde.